# Mauvaise Fille (film, 1991)
Pour les articles homonymes, voir Mauvaise Fille.
Pour plus de détails, voir Fiche technique et Distribution.
Mauvaise Fille est un film français de Régis Franc sorti en 1991.
Il est présenté dans la section Perspectives du cinéma français au Festival de Cannes 1990 sous le titre Toutes les femmes se ressemblent.

## Fiche technique
- Réalisateur : Régis Franc
- Scénariste : Régis Franc, André Téchiné, Michèle Andreucci
- Sociétés de production : Les Films du phare, Strada Films, Télévision Suisse-Romande (TSR)
- Producteur : Sylvette Frydman
- Directeur de la photographie : Jean-Claude Larrieu
- Montage : Jean-François Naudon
- Création des décors : Laurent Allaire
- Création des costumes : Valentin Breton Des Loys
- Ingénieur du son : Bernard Aubouy
- Pays d'origine :  France
- Genre : drame
- Durée : 1h25
- Date de sortie : 
  - France : 23 janvier 1991

## Distribution
- Florence Pernel : Rose
- Daniel Gélin : Fernand, le père de Rose
- Christian Vadim : Michel
- Yvan Attal : Vincent
- Bruno Dega : Sauveur
- Florian Escartin : Tintin
- Nicolas Rojas : Manolo
- Frédéric Saurel : Baptiste
- Candide Sanchez : Antoine
- El Andaluz : Pépé
- Manolo García : Alfonso
- Rafael Pérez : Rafael
- Jacques Roustand : Le contremaître
- Bouli Youssef : Le vieil ouvrier
- Gianni Gusman : Ouvrier salin
- Tonton Benhamou : Ouvrier salin
- Georges Swobada : Le manadier
- Philippe Baldi : Un gardien
- Sophie Vidal : Madame Lafont
- Jean-Paul Journot : Neveu de Mme Lafont
- Jean-Pierre Vidal : Le patron du café
- Ángel Ponce de León : Chanteur andalou
- Jean-Michel Milleret : Le soldat
- Émile : Peintre
- Pepe Linares : Un musicien
- Robert Marchand : Un musicien